# Dolichopeza (Trichodolichopeza) parvistyla
Dolichopeza (Trichodolichopeza) parvistyla is een tweevleugelige uit de familie langpootmuggen (Tipulidae). De soort komt voor in het Afrotropisch gebied.